# Etlingera solaris
Etlingera solaris là một loài thực vật có hoa trong họ Gừng. Loài này được (Blume) R.M.Sm. mô tả khoa học đầu tiên năm 1986.